# تسلق

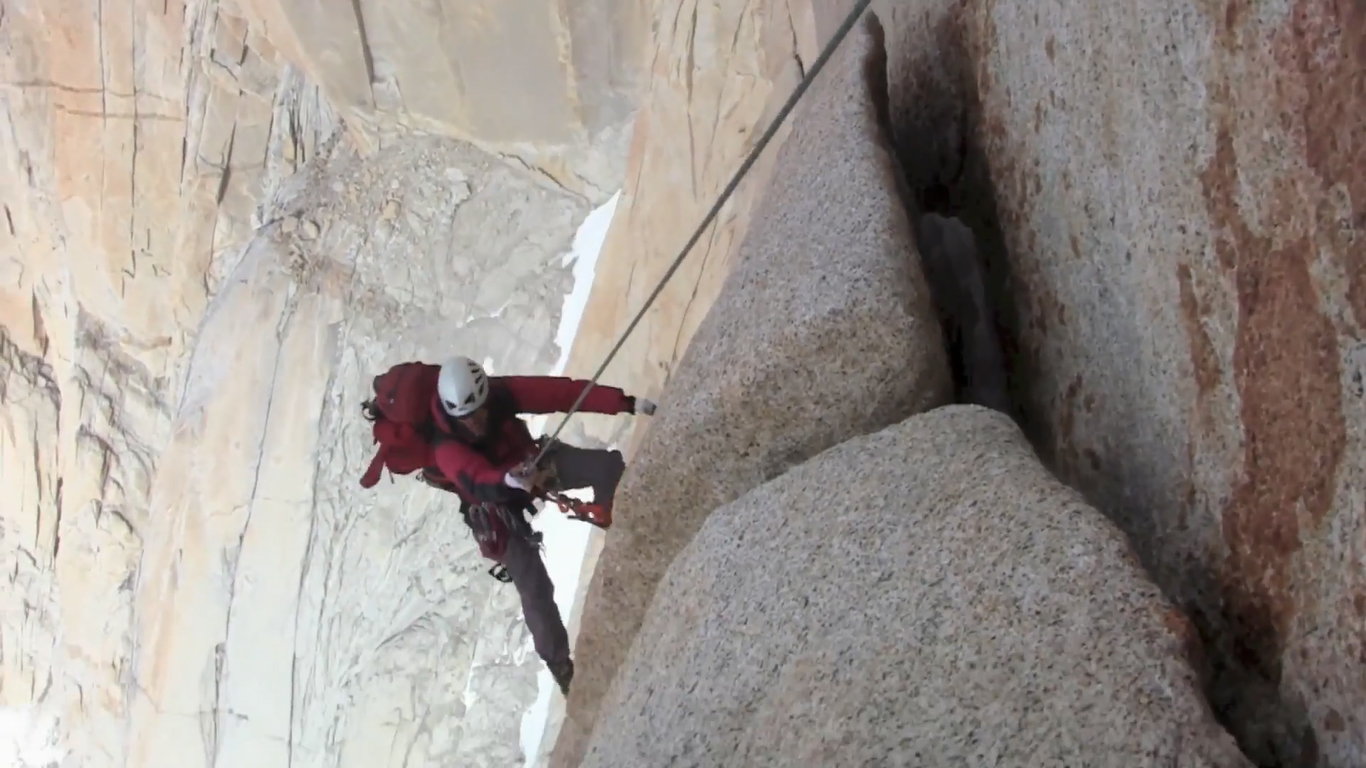
إسكالادا أون جبل فيز روي (الأرجنتين).

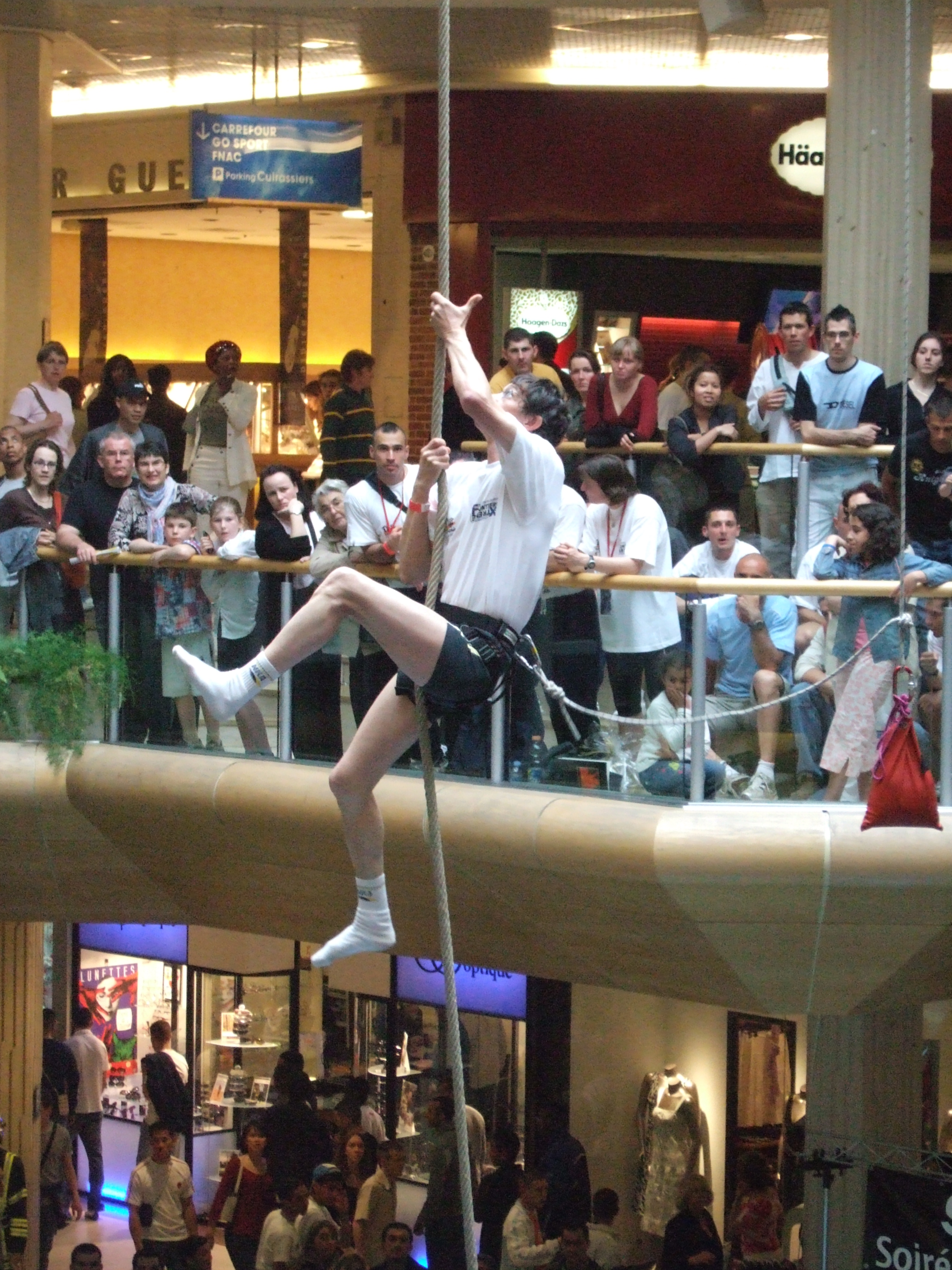
شخص يتسلق على الحبل في الداخل.

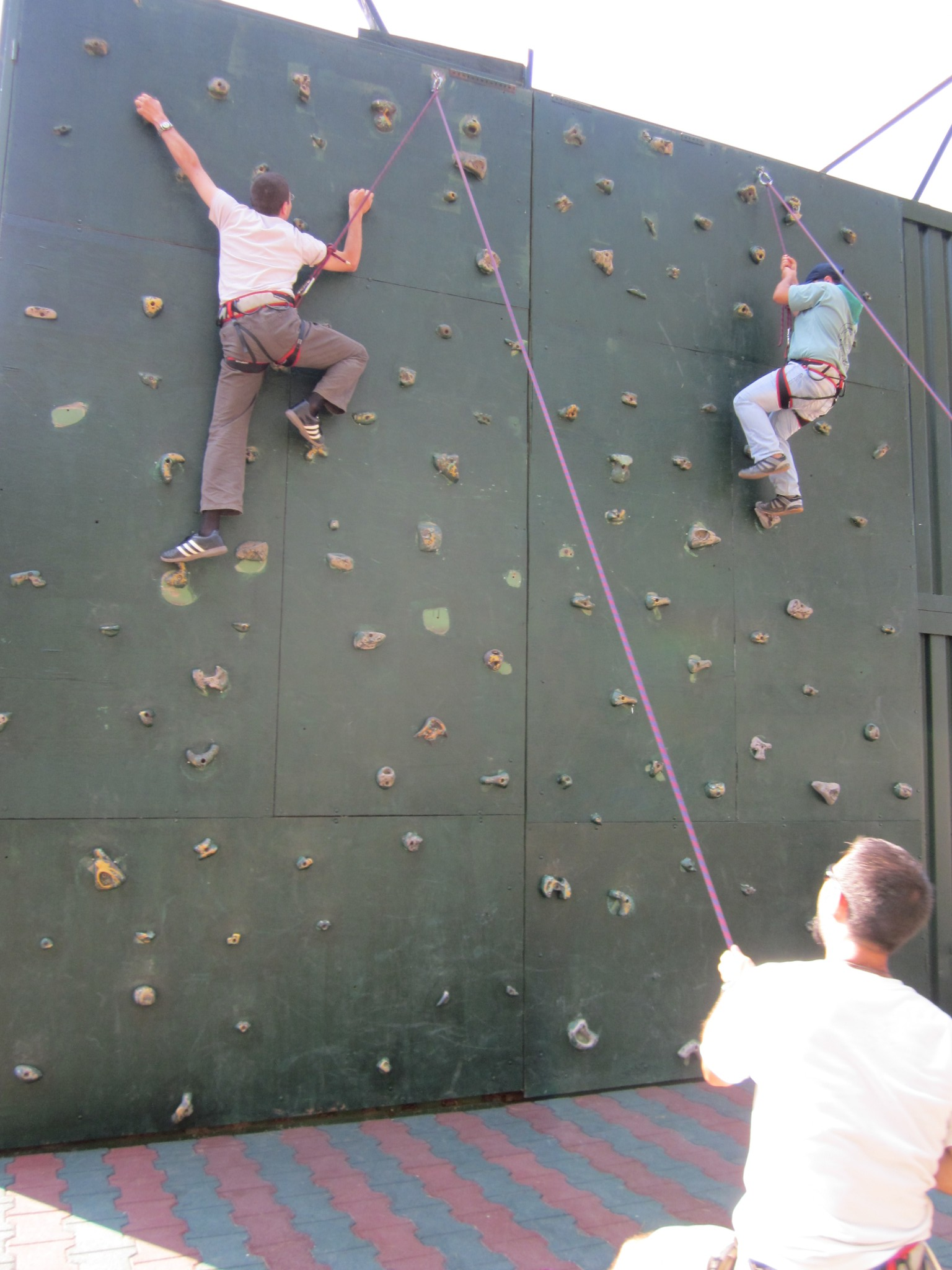
رياضة التسلق

التَّسَلُّق أو السِّلَاقة(ملاحظة 1) هو نشاط يتم باستخدام اليدين والقدمين؛ بهدف الصعود على شيء مرتفع، ويكون لأسباب ترفيهية أو تنافسية والإنقاذ في حالات الطوارئ والعمليات العسكرية أيضًا. سواء كان في الداخل أو في الخارج.

## هوامش
- ملاحظة 1 مأخوذة من قولهم سلَق الحائطَ يَسْلُقه سلْقا صعد عليه، والمصدر التسلّق وهو مُتسلِّق.[2]